# Selección de fútbol sub-20 de Lesoto
La Selección de fútbol sub-20 de Lesotho es el equipo que representa al país en el Mundial Sub-20, en la Copa Sub-20 de la COSAFA y en el Campeonato Juvenil Africano; y es controlado por la Asociación de Fútbol de Lesoto.

## Participaciones

### Mundial Sub-20
| Año   | Ronda        | J            | G            | E            | P            | GF           | GC           |
| ----- | ------------ | ------------ | ------------ | ------------ | ------------ | ------------ | ------------ |
| 1977  | No clasificó | No clasificó | No clasificó | No clasificó | No clasificó | No clasificó | No clasificó |
| 1979  | No clasificó | No clasificó | No clasificó | No clasificó | No clasificó | No clasificó | No clasificó |
| 1981  | No clasificó | No clasificó | No clasificó | No clasificó | No clasificó | No clasificó | No clasificó |
| 1983  | No clasificó | No clasificó | No clasificó | No clasificó | No clasificó | No clasificó | No clasificó |
| 1985  | No clasificó | No clasificó | No clasificó | No clasificó | No clasificó | No clasificó | No clasificó |
| 1987  | No clasificó | No clasificó | No clasificó | No clasificó | No clasificó | No clasificó | No clasificó |
| 1989  | No clasificó | No clasificó | No clasificó | No clasificó | No clasificó | No clasificó | No clasificó |
| 1991  | No clasificó | No clasificó | No clasificó | No clasificó | No clasificó | No clasificó | No clasificó |
| 1993  | No clasificó | No clasificó | No clasificó | No clasificó | No clasificó | No clasificó | No clasificó |
| 1995  | No clasificó | No clasificó | No clasificó | No clasificó | No clasificó | No clasificó | No clasificó |
| 1997  | No clasificó | No clasificó | No clasificó | No clasificó | No clasificó | No clasificó | No clasificó |
| 1999  | No clasificó | No clasificó | No clasificó | No clasificó | No clasificó | No clasificó | No clasificó |
| 2001  | No clasificó | No clasificó | No clasificó | No clasificó | No clasificó | No clasificó | No clasificó |
| 2003  | No clasificó | No clasificó | No clasificó | No clasificó | No clasificó | No clasificó | No clasificó |
| 2005  | No clasificó | No clasificó | No clasificó | No clasificó | No clasificó | No clasificó | No clasificó |
| 2007  | No clasificó | No clasificó | No clasificó | No clasificó | No clasificó | No clasificó | No clasificó |
| 2009  | No clasificó | No clasificó | No clasificó | No clasificó | No clasificó | No clasificó | No clasificó |
| 2011  | No clasificó | No clasificó | No clasificó | No clasificó | No clasificó | No clasificó | No clasificó |
| 2013  | No clasificó | No clasificó | No clasificó | No clasificó | No clasificó | No clasificó | No clasificó |
| 2015  | No clasificó | No clasificó | No clasificó | No clasificó | No clasificó | No clasificó | No clasificó |
| Total | 0/20         | 0            | 0            | 0            | 0            | 0            | 0            |

### Campeonato Juvenil Africano
| Africa U-20 Cup of Nations | Africa U-20 Cup of Nations | Africa U-20 Cup of Nations | Africa U-20 Cup of Nations | Africa U-20 Cup of Nations | Africa U-20 Cup of Nations | Africa U-20 Cup of Nations | Africa U-20 Cup of Nations |
| Año                        | Resultado                  | J                          | G                          | E                          | P                          | GF                         | GC                         |
| -------------------------- | -------------------------- | -------------------------- | -------------------------- | -------------------------- | -------------------------- | -------------------------- | -------------------------- |
| 1979                       | No participó               | No participó               | No participó               | No participó               | No participó               | No participó               | No participó               |
| 1981                       | No participó               | No participó               | No participó               | No participó               | No participó               | No participó               | No participó               |
| 1983                       | No participó               | No participó               | No participó               | No participó               | No participó               | No participó               | No participó               |
| 1985                       | No participó               | No participó               | No participó               | No participó               | No participó               | No participó               | No participó               |
| 1987                       | No participó               | No participó               | No participó               | No participó               | No participó               | No participó               | No participó               |
| 1989                       | Segunda ronda              | 2                          | 0                          | 0                          | 2                          | 1                          | 6                          |
| 1991                       | No clasificó               | No clasificó               | No clasificó               | No clasificó               | No clasificó               | No clasificó               | No clasificó               |
| 1993                       | No participó               | No participó               | No participó               | No participó               | No participó               | No participó               | No participó               |
| 1995                       | No clasificó               | No clasificó               | No clasificó               | No clasificó               | No clasificó               | No clasificó               | No clasificó               |
| 1997                       | No participó               | No participó               | No participó               | No participó               | No participó               | No participó               | No participó               |
| 1999                       | No clasificó               | No clasificó               | No clasificó               | No clasificó               | No clasificó               | No clasificó               | No clasificó               |
| 2001                       | No clasificó               | No clasificó               | No clasificó               | No clasificó               | No clasificó               | No clasificó               | No clasificó               |
| 2003                       | No participó               | No participó               | No participó               | No participó               | No participó               | No participó               | No participó               |
| 2005                       | Fase de grupos             | 3                          | 1                          | 0                          | 2                          | 3                          | 7                          |
| 2007                       | No clasificó               | No clasificó               | No clasificó               | No clasificó               | No clasificó               | No clasificó               | No clasificó               |
| 2009                       | No clasificó               | No clasificó               | No clasificó               | No clasificó               | No clasificó               | No clasificó               | No clasificó               |
| 2011                       | Fase de grupos             | 3                          | 0                          | 1                          | 2                          | 2                          | 5                          |
| 2013                       | Abandonó el torneo         | Abandonó el torneo         | Abandonó el torneo         | Abandonó el torneo         | Abandonó el torneo         | Abandonó el torneo         | Abandonó el torneo         |
| 2015                       | Abandonó el torneo         | Abandonó el torneo         | Abandonó el torneo         | Abandonó el torneo         | Abandonó el torneo         | Abandonó el torneo         | Abandonó el torneo         |
| 2017                       | Por disputarse             | Por disputarse             | Por disputarse             | Por disputarse             | Por disputarse             | Por disputarse             | Por disputarse             |
| 2019                       | Por disputarse             | Por disputarse             | Por disputarse             | Por disputarse             | Por disputarse             | Por disputarse             | Por disputarse             |
| Total                      | -                          | 36                         | 16                         | 8                          | 12                         | 41                         | 33                         |

### Copa Sub-20 de la COSAFA
| Año   | Ronda            | J            | G            | E            | P            | GF           | GC           |
| ----- | ---------------- | ------------ | ------------ | ------------ | ------------ | ------------ | ------------ |
| 1983  | No participó     | No participó | No participó | No participó | No participó | No participó | No participó |
| 1985  | No participó     | No participó | No participó | No participó | No participó | No participó | No participó |
| 1986  | No participó     | No participó | No participó | No participó | No participó | No participó | No participó |
| 1988  | Fase de grupos   | 2            | 0            | 0            | 2            | 1            | 4            |
| 1990  | Finalista        | 4            | 1            | 2            | 1            | 6            | 4            |
| 1993  | No participó     | No participó | No participó | No participó | No participó | No participó | No participó |
| 1995  | 3º Lugar         | 4            | 2            | 1            | 1            | 6            | 4            |
| 1997  | Fase de grupos   | 3            | 0            | 1            | 2            | 2            | 8            |
| 1999  | 4.º Lugar        | 6            | 2            | 1            | 3            | 6            | 9            |
| 2000  | Cuartos de final | 3            | 1            | 0            | 2            | 2            | 4            |
| 2001  | Fase de grupos   | 2            | 0            | 0            | 2            | 0            | 6            |
| 2002  | Fase de grupos   | 2            | 0            | 0            | 2            | 2            | 8            |
| 2003  | 4.º Lugar        | 5            | 1            | 3            | 1            | 6            | 7            |
| 2004  | Fase de grupos   | 3            | 1            | 0            | 2            | 5            | 6            |
| 2005  | Finalista        | 5            | 2            | 1            | 2            | 10           | 6            |
| 2006  | Fase de grupos   | 3            | 0            | 1            | 2            | 2            | 5            |
| 2007  | Fase de grupos   | 3            | 0            | 1            | 2            | 1            | 3            |
| 2008  | No participó     | No participó | No participó | No participó | No participó | No participó | No participó |
| 2009  | Fase de grupos   | 2            | 0            | 0            | 2            | 3            | 7            |
| 2010  | Fase de grupos   | 2            | 1            | 1            | 0            | 4            | 3            |
| 2011  | Fase de grupos   | 2            | 1            | 0            | 1            | 5            | 4            |
| 2013  | Fase de grupos   | 3            | 1            | 2            | 0            | 6            | 3            |
| Total | 16/22            | 54           | 13           | 14           | 27           | 67           | 91           |